# Ragadozó 2.
A Ragadozó 2. (eredeti cím: Predator 2) 1990-ben bemutatott amerikai sci-fi-akciófilm, mely a Ragadozó című film folytatása, rendezője Stephen Hopkins, főszereplője pedig Danny Glover. Bizonyos helyeken a Ragadozó Los Angelesben címmel is megjelent.

## Cselekmény
A film forgatásához képest nem túl távoli jövőben, 1997-ben vagyunk Los Angelesben. A városban nemcsak a hőhullám okoz problémákat, hanem az eldurvuló bandaháborúk is a jamaicai és a kolumbiai drogkartellek között. Mike Harrigan hadnagy és egysége próbál rendet tartani, de sejtelme sincs, hogy amikor tűzharcba keveredik az egyik kolumbiai bandával, egy idegen is figyeli őket, aki kisvártatva az összes kolumbiait megöli. Harrigan nem érti, ki és hogyan volt képes erre a felfegyverzett banditákkal szemben. Rövidesen Peter Keyes különleges ügynökkel is megismerkedik, aki állítólag a kartellek után érdeklődik. Az újabb támadások és gyilkosságok alapján azonban Harrigan kezdi gyanítani, hogy nem a bűnözők, hanem valaki más áll a háttérben, aki vadászni érkezett a városba. Nem sokkal azután, hogy az egyik tetthelyen egy azonosíthatatlan anyagból készült horgot talál, Keyes ügynök is felfedi lapjait: egy vadászó földönkívüli lényt akar elfogni, aki most a városban garázdálkodik. Miután azonban Keyes és csapata is a ragadozó áldozata lesz, Harrigan egymaga száll szembe a vadásszal.

## Szereplők
| Szerep                  | Színész               | Magyar hang          |
| ----------------------- | --------------------- | -------------------- |
| Mike Harrigan hadnagy   | Danny Glover          | Ujlaki Dénes         |
| Peter Keyes             | Gary Busey            | Forgács Gábor        |
| Danny Archuleta         | Rubén Blades          | Gáspár Tibor         |
| Leona Cantrell          | Maria Conchita Alonso |                      |
| Jerry Lambert           | Bill Paxton           | Kőszegi Ákos         |
| Phil Heinemann százados | Robert Davi           | Uri István           |
| Garber                  | Adam Baldwin          | Reisenbüchler Sándor |
| A „Ragadozó”            | Kevin Peter Hall      | –                    |
| B. Pilgrim százados     | Kent McCord           | Karsai István        |
| Tony Pope               | Morton Downey, Jr.    | Maróti Gábor         |

## Érdekességek
- Az előző film főszereplője, Arnold Schwarzenegger kevesellte a film elkészítésért felajánlott fizetséget, ezért inkább a Terminátor 2. című filmben vállalt szereplést.[1] Helyette alkották meg Keyest, aki viszont közel sem olyan fontos szereplő és végül a ragadozó áldozata is lesz. Részben Schwarzenegger távolmaradása is okolható a film nem túl sikeres voltáért.[forrás?]
- Az első filmet rendező John McTiernannek is felajánlották az újrázás lehetőségét, de ő a Vadászat a Vörös Októberre című akciófilmet rendezte meg.
- A ragadozók űrhajóján a trófeák között egy Alien-koponya is látható. Ez a rendező, Stephen Hopkins ötlete volt, aki viccnek szánta ugyan a dolgot, de ezzel elindította a Predatorok és az Alienek közös történeteinek a sorát. Mindezek azért váltak lehetővé, mert az Alien-franchise jogai is a 20th Century Fox stúdió birtokában vannak.
- Az egyik sikátori jelenet forgatásakor, amit a helyszínen vettek fel, gondot okozott a rengeteg kidobált és felgyülemlett szemét, amik között a stáb még egy holttestet is talált.
- A film egyetlen rövidke szexjelenetét a kolumbiai drogterjesztő Ramon Vega és szeretője között Corey Rand és Teri Weigel játssza. Weigel hivatásos pornószínésznő az Államokban, bár ezúttal Randdel csak szimulált aktust adtak elő.